# Sous la pluie avec toi
Ame-to Kimi-to, With You and the Rain
Ame to Kimi to (雨と君と), licencié à l’international sous le nom de With You and the Rain, titré en français sous le nom de Sous la pluie avec toi, est un manga seinen écrit et illustré par Nikaido Ko. La série est publiée dans le magazine Weekly Young Magazine par l'éditeur Kōdansha depuis juillet 2020. La version française est éditée par Nobi nobi !, dans sa collection Genki depuis juin 2025.
Une adaptation en anime, produite par le studio Lesprit, est diffusée à la télévision japonaise de juillet à octobre 2025. Dans les pays francophones, elle est diffusée, en version originale sous-titrée, sur Crunchyroll.

## Synopsis
Il pleuvait le jour où ils se sont rencontrés. Une jeune femme et son... chien ? Un curieux animal, qui ressemble fortement à un tanuki et qui communique avec sa maîtresse par messages écrits...
Mais après tout, peu importe : l’essentiel est qu’entre eux, le courant passe, et qu’ils savourent les petits instants du quotidien : les balades dans le quartier, les visites chez le vétérinaire, la dégustation de tempura ou encore les journées à la plage. Aussi bien au soleil que sous la pluie !

## Personnages
Fuji (藤, Fuji)
Voix japonaise : Saori Hayami
Une romancière au tempérament calme et discret, dotée d’une grande sensibilité malgré sa réserve. Elle aime la pluie. Un jour pluvieux de la saison des pluies, elle découvre Kimi dans un carton et décide de l’accueillir chez elle. Elle pense qu’il s’agit d’un chien croisé particulièrement habile, et elle apprécie peu à peu la vie partagée avec lui, malgré ses airs détachés.
Kimi (君, Kimi, « Toi »)
Voix japonaise : Anna Mugiho
Recueilli par Fuji un jour de pluie pendant la saison des pluies. Doté d’un tempérament curieux et spontané, il agit toujours selon ses émotions. Il comprend le langage humain et peut exprimer ses pensées en écrivant sur un carnet, ce qui témoigne d’une grande intelligence. Il aime manger et passer du temps avec Fuji.
Mimi (美々, Mimi)
Voix japonaise : Yuna Kamakura
Amie de Fuji depuis le lycée. Belle et élégante, elle affiche une allure de femme forte, mais fait toujours preuve d’attention envers les autres. Amatrice d’animaux depuis toujours, elle est intriguée par Kimi, mais une remarque maladroite lors de leur première rencontre a mis de la distance entre eux.
Ren (レン, Ren)
Voix japonaise : Satomi Sato
Une autre amie de Fuji depuis le lycée. De nature apaisante, elle sait pourtant se montrer très directe avec Fuji et Mimi. Elle est dynamique et aime partir seule en excursion pendant ses jours de congé. Elle s’est immédiatement bien entendue avec Kimi.
Kii Ella Krause (クラウゼ・エラ・希依, Kurauze Era Kii)
Voix japonaise : Yuzu Yumuto
Élève de première année de primaire, elle est la voisine de Fuji. Bien élevée et curieuse, elle fréquente une école internationale. Elle est née d’une mère allemande et d’un père japonais. Elle possède un chien nommé Kinako et s’intéresse beaucoup à Kimi.
Tatsuo (辰雄, Tatsuo)
Voix japonaise : Yōji Ueda
Le père de Fuji. Il a l’air impressionnant au premier abord, mais il est en réalité affectueux et jovial. Il rend souvent visite à sa fille, ce qui lui vaut d’être parfois évité, ce qui le rend un peu triste. Il adore Kimi, qu’il appelle « petit ange », au point de lui confectionner des habits assortis.
Michiko (道子, Michiko)
Voix japonaise : Mie Sonozaki
La mère de Fuji. Franche et posée, elle veille attentivement à la santé de Tatsuo et le surveille strictement en matière de tabac et de grignotage. Très observatrice, elle remarque les moindres changements chez sa fille et la soutient discrètement. Elle reste cependant distante envers Kimi.
Teru (テル, Teru)
Voix japonaise : Kikunosuke Toya
Le frère jumeau de Fuji. Il lui ressemble tellement que Kimi est désorienté lors de leur première rencontre. Il est marié et sur le point de devenir père. Comme sa sœur, il croit que Kimi est un chien et se demande à quelle race il appartient.
Wako (ワコ, Wako)
Voix japonaise : Yumiri Hanamori
L’épouse de Teru, actuellement enceinte. Habile de ses mains et douce de caractère, elle se réjouit de l’arrivée prochaine du bébé, tout en ressentant une légère appréhension face aux changements que cela implique.
Vétérinaire (獣医さん, Jūi-san)
Voix japonaise : Chafūrin
Le vétérinaire de la clinique animale proche de chez Fuji. Il comprend dès le départ que Kimi n’est pas un chien ordinaire. Il tente de le faire comprendre à Fuji, mais se laisse toujours distraire par l’attitude de Kimi et l’ambiance qui l’entoure.
Hiura (日浦, Hiura)
Voix japonaise : Shūhei Sakaguchi
Camarade de classe de Fuji à l’école primaire, il est désormais réalisateur d’anime. Alors qu’il traverse une période difficile, il croise Kimi dans un parc. Pensant qu’il s’agit d’un chien errant, il décide de l’adopter, avant de retrouver Fuji par hasard.
Arata (アラタ, Arata)
Voix japonaise : Yume Miyamoto
Une jeune mangaka admiratrice du travail de Fuji. Elle la rencontre pour la première fois dans l’espoir qu’elle écrive le scénario de sa prochaine œuvre. Malgré une attitude un peu froide due au stress, elle se révèle très attachée aux animaux et se montre attendrie dès qu’elle voit Kimi.

## Manga
Écrit et illustré par Nikaidō Ko, Ame to Kimi to a débuté dans le magazine de manga seinen Weekly Young Magazine de Kōdansha le 17 août 2020. Kōdansha a rassemblé les chapitres en tankōbon. Le premier volume est paru le 5 mars 2021. Au 4 juillet 2025, huit volumes ont été publiés.
En août 2024, le tirage total cumulé de la série dépasse les 500 000 exemplaires. Le manga a été visionné 160 millions de fois sur X (anciennement Twitter), et son premier volume a été réimprimé avant même sa sortie. En 2022, il reçoit le prix d’excellence (準大賞) lors de la 3ᵉ édition du concours でらコミ！３ (DeraComi! 3) organisé par la chaîne de librairies San'yōdō shoten. Il se classe également 4ᵉ lors de l’édition 2022 du Tsugi ni Kuru Manga Taishō.

### Liste des volumes
| no | Japonais         | Japonais          | Français        | Français          |
| no | Date de sortie   | ISBN              | Date de sortie  | ISBN              |
| --- | ---------------- | ----------------- | --------------- | ----------------- |
| 1 | 5 mars 2021      | 978-4-06-522583-7 | 11 juin 2025    | 978-2-37349-718-2 |
| Liste des chapitres : - Chapitre 1 : La pluie et toi - Chapitre 2 : L’affaire et réglée - Chapitre 3 : La vaccination - Chapitre 4 : Les voisins - Chapitre 5 : Le jardin public - Chapitre 6 : Le papa - Chapitre 7 : Les tenpura - Chapitre 8 : Le bain - Chapitre 9 : La sieste - Chapitre 10 : La papeterie - Chapitre 11 : Les enfants perdus - Chapitre 12 : Le castella - Chapitre 13 : Le scarabée rhinocéros - Chapitre 14 : La plage, au soleil - Chapitre 15 : La plage, au crépuscule - Chapitre 16 : Le cadeau - Chapitre 17 : Les touristes égarés - Chapitre 18 : L’examen de santé - Chapitre 19 : Le collier - Chapitre 20 : Les graines de tournesol - Chapitre 21 : Le typhon - Chapitre 22 : Jour de pluie - Chapitre 23 : La fin de l’été |                  |                   |                 |                   |
| 2 | 6 septembre 2021 | 978-4-06-524749-5 | 27 août 2025    | 978-2-38496-388-1 |
| 3 | 4 mars 2022      | 978-4-06-527052-3 | 15 octobre 2025 | 978-2-38496-389-8 |
| 4 | 6 septembre 2022 | 978-4-06-529068-2 | 3 décembre 2025 | 978-2-38496-598-4 |
| 5 | 8 mai 2023       | 978-4-06-531378-7 | -               |                   |
| 6 | 6 décembre 2023  | 978-4-06-533932-9 | -               |                   |
| 7 | 5 septembre 2024 | 978-4-06-535820-7 | -               |                   |
| 8 | 4 juillet 2025   | 978-4-06-540170-5 | -               |                   |

## Anime
En août 2024, l’adaptation du manga en série télévisée d’animation a été annoncée. La série est produite par le studio Lesprit et réalisée par Tomohiro Tsukimisato, avec une composition de la série assurée par Tōko Machida et un design des personnages signé Ayano Ōwada. La musique est composée par Rei Ishizuka (ja).
Au Japon, sa diffusion est prévue à partir du 6 juillet 2025 dans le bloc de programmation NUMAnimation sur les chaînes affiliées au réseau ANN, notamment TV Asahi et BS Asahi.
Le thème de l’opening est interprété par Mamiko Suzuki (ja) sous le titre Ame to Kimi to (あめと), et le thème de l’ending, intitulé "filled, est interprété par Kei Sugawara (ja).
La série est diffusée en simulcast à l’international, dont les pays francophones, par Crunchyroll et a été licenciée par Medialink pour l’Asie du Sud, du Sud-Est et l’Océanie (sauf l’Australie et la Nouvelle-Zélande), via sa chaîne YouTube Ani-One Asia.

### Liste des épisodes
| No | Titre français             | Titre japonais | Titre japonais                             | Date de 1re diffusion |
| No | Titre français             | Kanji          | Rōmaji                                     | Date de 1re diffusion |
| --- | -------------------------- | -------------- | ------------------------------------------ | --------------------- |
| 1 | Ciel pluvieux              | 雨模様         | Amemoyō (« Temps de pluie »)               | 5 juillet 2025        |
| Une jeune femme recueille un tanuki qui se fait passer pour un chien abandonné.                          |                            |                |                                            |                       |
| 2 | Soleil couchant            | 西陽           | Nishibi (« Soleil couchant »)              | 12 juillet 2025       |
| Pour échapper à un visiteur importun, Fuji part se promener avec sa voisine et leurs animaux respectifs. |                            |                |                                            |                       |
| 3 | Amies                      | 友達           | Tomodachi. (« Amis »)                      | 19 juillet 2025       |
| Fuji reçoit la visite de ses deux meilleures amies du lycée.                                             |                            |                |                                            |                       |
| 4 | Fête estivale              | 夏祭り         | Natsu-matsuri. (« Festival d’été »)        | 26 juillet 2025       |
| Fuji se rend à un festival en compagnie de ses parents, de Kii et de son chien, bien sûr !               |                            |                |                                            |                       |
| 5 | La même lune               | 同じ月         | Onaji Runa. (« Le même mois »)             | 2 août 2025           |
| Tandis que l'automne s'installe, Fuji accepte d'écrire un scénario de manga.                             |                            |                |                                            |                       |
| 6 | Le chat et les citrouilles | 猫と南瓜       | Neko to Kabotcha. (« Chat et Citrouille ») | 9 août 2025           |
| Fuji garde le chat de sa belle-sœur. Son chien essaie de s'en faire un ami.                              |                            |                |                                            |                       |
| 7 | Jours ordinaires           | なんでもない   | Nan de mo nai. (« Rien de spécial »)       | 16 août 2025          |
| Fuji cherche des idées pour écrire un roman tout en s'occupant de son chien.                             |                            |                |                                            |                       |

## Notés et références
- (jp)/(en) Cet article est partiellement ou en totalité issu des articles intitulés en japonais « 雨と君と » (voir la liste des auteurs) et en anglais « With You and the Rain » (voir la liste des auteurs).

1. ↑  « Sous la pluie avec toi – Tome 1 », sur nobi nobi ! (consulté le 6 juillet 2025)
2. ↑  (en) Alex Mateo, « Ame to Kimi to Manga Ends in 8th Volume », Anime News Network,‎ 17 mai 2024 (lire en ligne)
3. ↑  (en) « Ame to Kimi to », Kodansha USA,‎ - (lire en ligne, consulté le 6 juillet 2025)
4. ↑  (en) « Ame to Kimi to Vol.8 », Comic Days,‎ 4 juillet 2025 (lire en ligne, consulté le 6 juillet 2025)
5. ↑  (ja) « 累計発行数50万部突破の癒し系コミック『雨と君と』が2025年にTVアニメ化決定！ 二階堂幸先生から描き下ろしイラスト＆コメントも到着 », sur PASH! PLUS, 主婦と生活社,‎ 21 août 2024 (consulté le 23 août 2024)
6. ↑  (ja) « 漫画『雨と君と』1巻、発売前重版決定 編集長「感激しています」 », sur ORICON NEWS, oricon ME Inc.,‎ 1er mars 2021 (consulté le 23 août 2024)
7. ↑  (ja) « 次にくるマンガ大賞2022、コミックス部門1位はつるまいかだ「メダリスト」 », sur Comic Natalie, Natasha Inc.,‎ 31 août 2022 (consulté le 23 août 2024)
8. ↑  « Sous la pluie avec toi - nobi nobi ! », sur nobi nobi !, 13 juillet 2025 (consulté le 13 juillet 2025)
9. ↑  (en) « Ame to Kimi to Manga Gets TV Anime in 2025 », Anime News Network,‎ 1er août 2024 (lire en ligne)
10. 1 2  (en) « Ame to Kimi to Anime's 1st Promo Video Unveils More Staff, Theme Songs, July 6 Debut », Anime News Network,‎ 2 mai 2025 (lire en ligne)
11. ↑  (ja) Natasha Inc, « 雨と君と | 声優・キャラクター・あらすじ・アニメ », sur コミックナタリー (consulté le 15 août 2025)
12. ↑  (en) « Ame to Kimi to Anime Reveals Promo Video, Theme Song Artists, July 6 Debut », Crunchyroll News,‎ 2 mai 2025 (lire en ligne)
13. ↑  (en) « Ani-One Asia Streams Ame to Kimi to Anime », Anime News Network,‎ 21 juin 2025 (lire en ligne)
14. ↑  « Episode 1 – Ciel pluvieux, Regarder With You and the Rain sur Crunchyroll », sur Crunchyroll (consulté le 6 juillet 2025)
15. ↑  « Episode 2 – Soleil couchant, Regarder With You and the Rain sur Crunchyroll », sur Crunchyroll (consulté le 12 juillet 2025)
16. ↑  « Épisode 3 – Amies, Regarder With You and the Rain sur Crunchyroll », sur Crunchyroll (consulté le 19 juillet 2025)
17. ↑  « Épisode 4 – Fête estivale, Regarder With You and the Rain sur Crunchyroll », sur Crunchyroll (consulté le 26 juillet 2025)
18. ↑  « Épisode 5 – La même lune, Regarder With You and the Rain sur Crunchyroll », sur Crunchyroll (consulté le 2 août 2025)
19. ↑  « Épisode 6 – Le chat et les citrouilles, Regarder With You and the Rain sur Crunchyroll », sur Crunchyroll (consulté le 9 août 2025)
20. ↑  « Épisode 7 – Jours ordinaires, Regarder With You and the Rain sur Crunchyroll », sur Crunchyroll (consulté le 16 août 2025)

### Œuvres
Édition japonaise
1. 1 2  (ja) « 雨と君と（１） », sur Kōdansha (consulté le 15 août 2024)
2. 1 2  (ja) « 雨と君と（２） », sur Kōdansha (consulté le 15 août 2024)
3. 1 2  (ja) « 雨と君と（３） », sur Kōdansha (consulté le 15 août 2024)
4. 1 2  (ja) « 雨と君と（４） », sur Kōdansha (consulté le 15 août 2024)
5. 1 2  (ja) « 雨と君と（５） », sur Kōdansha (consulté le 15 août 2024)
6. 1 2  (ja) « 雨と君と（６） », sur Kōdansha (consulté le 15 août 2024)
7. 1 2  (ja) « 雨と君と（７） », sur Kōdansha (consulté le 15 août 2024)
8. 1 2  (ja) « 雨と君と（８） », sur Kōdansha (consulté le 15 août 2024)

Édition française
1. 1 2  « Sous la pluie avec toi T01 », sur Nobi nobi ! (consulté le 15 août 2025)
2. 1 2  « Sous la pluie avec toi T02 », sur Nobi nobi ! (consulté le 15 août 2025)
3. 1 2  « Sous la pluie avec toi T03 », sur Nobi nobi ! (consulté le 15 août 2025)
4. 1 2  « Sous la pluie avec toi T04 », sur Nobi nobi ! (consulté le 15 août 2025)